# Nakosmatena ploskocevka
Nakosmatena ploskocevka (znanstveno ime Trametes hirsuta) je gliva iz rodu ploskocevk (Trametes)

## Značilnosti
Klobuki so običajno polkrožni in premera od 4 do 10 cm. Sprva so bele ali kremne barve z zgornjo površino, prekrito s srebrnkastimi dlakami. So koncentrično razdeljeni z ozkimi rumeno-oker ali rjavimi območji in so ob zrelosti vidno nabrazdani. Blizu roba se razvije temnejše oker ali rjavkasto območje.
Cevke so globoke do 6 mm, končajo pa se z okroglimi porami, ki se pogosto naključno razlikujejo po velikosti in se včasih združijo, da nastane nekaj večjih oglatih ali podolgovatih por. Gostota por je od 3 do 4 na mm. Površina por je sprva bela, kasneje pa postane kremne do oker barve.

## Razširjenost in življenjski prostor
To gobo je mogoče opaziti na številnih vrstah listavcev, najpogosteje na bukvi. Je saprofitna gliva in povzroča belo gnilobo lesa.

## Mikroskopske značilnosti
Trosni odtis je bele barve. Trosi so cilindrični, gladki, neamiloidni in merijo 5,5–8,5 x 1,6–2,5 μm.

## Podobne vrste
- puhasta ploskocevka (Trametes pubescens) ima fino puhasto in ne grobo dlakave površine klobuka.
- grbasta ploskocevka (Trametes gibbosa) ima gladko površino klobuka.

## Uporabnost
Neužitna.

## Galerija slik
- ilustracija
- klobuki zelenkasti od alg
- rozetast klobuk
- trosovnica
- pore
- dlačice na klobuku
- trosi